# Dryophylax chimanta
Dryophylax chimanta — вид змій родини полозових (Colubridae). Ендемік Венесуели.

## Поширення і екологія
Dryophylax chimanta є ендеміками тепуя Чіманта на Гвіанському нагір'ї. Вони живуть в чагарникових заростях, на висоті від 1920 до 2600 м над рівнем моря.